# سارة لويز جود
سارة لويز جود (بالإنجليزية: Sarah Louise Judd)‏ هي مصورة أمريكية، ولدت في 29 يونيو 1802، وتوفيت في 11 أكتوبر 1881.